# Junes Barny
Junes Barny est un footballeur suédois d'origine marocaine né le 4 novembre 1989 à Helsingborg (Suède), évoluant au poste d'attaquant.

## Biographie

### Helsingborgs IF
Il évolue dans les catégories jeunes de Helsingborgs IF, anciennement en Allsvenskan, équivalent de la première division.

### Högaborg
Il part en 2008 dans le club de Högaborg, en quatrième division suèdoise. Il s'impose peu à peu comme titulaire, mais ne marquera son premier but qu'en 2012.

### Angelholms FF
En 2013, il s'engage librement avec l'Angelholms FF, qui évoluait en Superettan, équivalent de la seconde division. Lors de la première saison, il marque 12 buts en 27 matchs, son record jusqu'ici.

### Halmstads BK
Il s'engage librement en 2015 avec l'Halmstads BK, en première division suèdoise. Il y disputera ses premiers matchs dans la division d'élite, marquant au total 4 buts lors de la saison 2015. Malheureusement, le club descend en Superettan à la fin de la saison.

### Hammarby IF
Le 13 juillet 2018, Barny signe un contrat professionnel avec le Hammarby IF. Le 27 août, il marque son premier but en championnat face au Dalkurd FF (victoire, 3-2).

## Palmarès
DH El Jadida
- Botola Pro
  - Vice-champion : 2017